# دنور (کارولینای شمالی)
دنور (به انگلیسی: Denver) شهری در ایالت کارولینای شمالی کشور ایالات متحده آمریکا است که جمعیت آن در سرشماری سال ۲۰۱۰ میلادی، ۲٬۳۰۹ نفر بوده‌است.
دنور با نام قدیمی دریاچه خشک، یک تابعه شهرستان لینکن، کارولینای شمالی در ایالات متحده آمریکا می باشد. این شهر در بزرگراه ایالتی 16 ایالت کارولینای شمالی در ساحل غربی دریاچه نورمن بر روی رودخانه کاتاوا واقع شده است. در واقع در 25 مایلی شمال شارلوت، کارولینای شمالی و در جنوب مرز شهرستان کاتاوا، کارولینای شمالی.